# Colaboraționismul cu Puterile Axei în timpul celui de-Al Doilea Război Mondial
Colaboraționismul cu Puterile Axei se referă la atitudinea manifestată în timpul celui de-Al Doilea Război Mondial în statele ocupate de Puterile Axei. Unii cetățeni ai statelor respective, conduși de naționalism, ură etnică, anticomunism, antisemitism sau oportunism, s-au implicat cu bună știință în această colaborare. Unii colaboraționiști au comis unele din cele mai grave crime și atrocități ale Holocaustului. 
Colaborarea a variat de la îndemnuri asupra populației civile să rămână calmă și să accepte ocupația străină, fără conflicte, la organizarea de comerț, producție, sprijin financiar și economic, până la a se alătura la diferitele ramuri ale forțelor armate ale puterilor Axei sau să formeze unități militare speciale naționale care să lupte sub comanda Puterilor Axei.

## Cerințe pentru colaborare

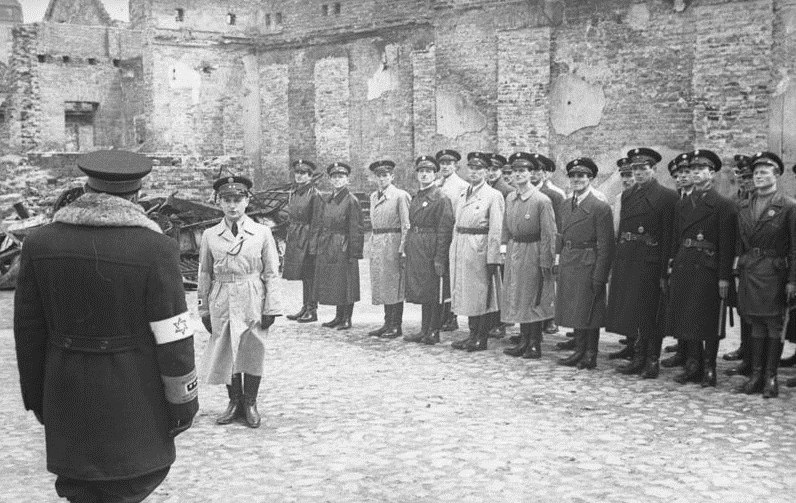
Poliţia evreiască din ghetoul Varşovia, Polonia, 1941 - colaboratori cu naziştii

Naziștii nu au considerat pe fiecare potrivit pentru cooperare. Chiar si oamenii din națiunile cu care aveau legături strânse au fost adesea evaluați în mod diferit, în conformitate cu teoriile rasiste naziste. Populația evreiască a fost considerată a fi de gradul cel mai inferior dintre toate națiunile lumii și astfel improprii pentru cooperare, deși unii evrei au fost folosiți în lagărele de concentrare (kapos) ca să prezinte rapoarte despre alți deținuți și să mențină ordinea. Alți evrei conduceau în ghetouri și ajutau la organizarea deportărilor spre lagărele de exterminare (Poliția evreiască de ghetou sau Ordnungsdienst).

## După țară

### Albania
În aprilie 1943 Reichsführer-ul SS Heinrich Himmler a creat Divizia a 21-a Waffen Montană din SS Skanderbeg (prima albaneză), condusă de albanezi și voluntari kosovari albanezi. Din august 1944 divizia a participat la operațiuni împotriva partizanilor iugoslavi și sârbi locali. Disciplina în divizie era slabă și de la începutul anului 1945 a fost desființată. Emblema diviziei a fost un vultur negru albanez. 

### Belgia
Batalionul al 373-lea Infanterie al Wehrmacht-ului, condus de belgieni valoni, a luat parte la acțiuni anti-gherilă în teritoriul ocupat al URSS din august 1941 - februarie 1942. În mai 1943, batalionul a fost transformat în Brigada 5-a SS de Voluntari Valoni și trimis pe frontul de Est. În toamna, brigada a fost transformată în Divizia a 28-a SS de Voluntari Grenadieri Valoni . Rămășițele sale s-au predat trupelor britanice în ultimele zile ale războiului. Colaboratorii flamanzi belgieni au fost organizați prima oară în Brigada a 6-a SS de Voluntari și mai târziu în Divizia a 27-a Infanterie SS (Grenadieri). Belgienii au fost înrolați în forțele armate germane de la mijlocul anului 1941 până la sfârșitul războiului.

### China
Japonezii au pus mai multe regimuri marionetă în teritoriile ocupate de la chinezi. Primul stat a fost Manchukuo (1932-1945), apoi Consiliul Hebeiului Răsăritean Autonom (1935–1938). Similar cu Manchukuo în presupusa sa identitate etnică, Mengjiang (Mengkukuo) a fost înființat la sfârșitul anului 1936.

### Danemarca
La 04:15 pe 9 aprilie 1940 (ora daneză standard), forțele germane au traversat granița cu Danemarca, țară care era neutră, încălcând direct un tratat germano-danez de neagresiune, semnat în anul precedent. După două ore guvernul danez s-a predat, crezând că rezistența era inutilă și în speranța de a realiza un acord avantajos cu  Germania nazistă.
Ca urmare a atitudinii de cooperare a autorităților daneze, oficialii germani au susținut că vor respecta suveranitatea și integritatea teritorială daneză, precum și neutralitatea sa.